# سعيد أحمد سعيد
سعيد أحمد سعيد (بالإيطالية: Said Ahmed Said)‏ (20 أبريل 1993 في غانا - ) هو لاعب كرة قدم إيطالي في مركز الهجوم. شارك مع منتخب إيطاليا تحت 19 سنة لكرة القدم. أما مع النوادي، فقد لعب مع إنتر ميلان وكييفو فيرونا ونادي أولهانينسي ونادي جنوى ونادي مانتوفا ونادي مونزا.

## وصلات خارجية
- سعيد أحمد سعيد على موقع قاعدة بيانات كرة القدم.إي يو (الإنجليزية)
- سعيد أحمد سعيد على موقع Soccerway.com (الإنجليزية)
- سعيد أحمد سعيد على موقع عالم كرة القدم.نت (الإنجليزية)
- سعيد أحمد سعيد على موقع AS.com (الإسبانية)